# První kategorie 1919/1920
Soutěžní ročník  Prima Categoria 1919/20 byl 19. ročník nejvyšší italské fotbalové ligy, který se konal od 5. října 1919 do 20. června 1920.

## Události
Na podzim 1918 byla Itálie na straně vítězů v 1. světové válce. Jenže pro fotbalový turnaj bylo již pozdě nějaký turnaj rozehrát. Mnoho fotbalových klubů skončilo a také spojilo. A tak se nový ročník začal hrát se 66 klubů (48 ze severní a 18 ze středo jižní části). Nejprve se hrály kvalifikační zápasy v regionech. Severní část jich měla pět: Emilia (1 skupina), Ligurie (1 skupina), Lombardie (3 skupiny), Piemont (2 skupiny) a Benátsko (1 skupina). Ve středo jižní části  jich bylo tři: Kampánie, Lazio a Toskánsko (vše po jedné skupině). Ze severní části postoupili do semifinále vždy první dva ze svých skupin. Poté v semifinále byli rozděleni do tří skupin po šesti a vítězové skupin se utkali ve finále. Vítěz poté hrál o titul z vítězem ze středo jižní části. Ve středo jižní části postoupili do semifinále také první dva ze svých skupin. Semifinálové skupiny byli dvě po třech týmech a vítěz své skupiny hrál finále. Vítěz finále se poté utkal o titul s vítězem ze severní části.
Finále se odehrálo na Stadio Sterlino v Boloni. Vítězem se stal Inter. který porazil Livorno 3:2 a získal tak druhý titul v klubové historii. Celkem Inter v sezoně odehrál 22 utkání a jen jeden prohrál, což znamenalo že titul si zasloužili. 

## Severní část

### Účastníci

#### Emilia
| Klub             | Město   | Stadion                   | Trenér             |
| ---------------- | ------- | ------------------------- | ------------------ |
| Boloňa           | Boloňa  | Stadio Sterlino           | Technická komise   |
| Capri            | Carpi   | Campo del Foro Boario     | Karl Hort          |
| Bolognese        | Boloňa  | Campo della Cesoia        | Technická komise   |
| Mantova          | Mantova | Campo Ippodromo Te        | Guglielmo Reggiani |
| Modena           | Modena  | Campo di viale Fontanelli | Technická komise   |
| Nazionale Emilia | Boloňa  | Campo della Cesoia        | Technická komise   |

#### Ligurie
| Klub            | Město         | Stadion                      | Trenér           |
| --------------- | ------------- | ---------------------------- | ---------------- |
| Andrea Doria    | Janov         | Campo sportivo della Cajenna | Technická komise |
| Grifone         | Janov         | Campo Augusta di Teglia      | Technická komise |
| Janov           | Janov         | Campo di via del Piano       | William Garbutt  |
| Sampierdarenese | Sampierdarena | Stadio di Villa Scassi       | Technická komise |
| Savona          | Savona        | c. Via Frugoni               | Technická komise |
| Spes            | Janov         | Campo di via del Piano       | Technická komise |

#### Lombardie
| Klub                | Město     | Stadion                        | Trenér           |
| ------------------- | --------- | ------------------------------ | ---------------- |
| Atalanta            | Bergamo   | Stadium della Clementina       | Technická komise |
| Ausonia Pro Gorla   | Gorla     | Campo Pro Gorla                | Technická komise |
| Brescia             | Brescia   | Stadio di via Cesare Lombroso  | Technická komise |
| Chiasso             | Chiasso   | Campo di Mornello a Maslianico | Technická komise |
| Como                | Como      | Campo di via dei Mille         | Technická komise |
| Cremonese           | Cremona   | Campo di via Persico           | Attilio Tornetti |
| Enotria             | Milán     | Campo di via Colletta          | Technická komise |
| Inter               | Milán     | Campo di via Goldoni           | Nino Resegotti   |
| Juventus Italia     | Milán     | Campo di via Ravizza           | Technická komise |
| Legnano             | Legnano   | Campo di via Lodi              | Adamo Bonacina   |
| Libertas            | Milán     | Campo di via Bersaglio         | Technická komise |
| Milán               | Milán     | Campo di viale Lombardia       | Guido Moda       |
| Nazionale Lombardia | Milán     | Campo della Baggina            | Technická komise |
| Pavia               | Pavia     | Stadium Pavese                 | Technická komise |
| Saronno             | Saronno   | Campo di via Milano            | Technická komise |
| Trevigliese         | Treviglio | Campo di via Milano            | Technická komise |
| Milanese            | Milán     | Velodromo Sempione             | Aldo Molinari    |
| Varese              | Varese    | Campo delle Bettole            | Technická komise |

#### Piemont
| Klub          | Město             | Stadion                      | Trenér           |
| ------------- | ----------------- | ---------------------------- | ---------------- |
| Alessandria   | Alessandria       | Campo degli Orti             | Carlo Carcano    |
| Alessandrina  | Alessandria       | Campo al Cristo              | Ugo Milano       |
| Amatori Turín | Turín             | Campo Amatori                | Technická komise |
| Biellese      | Biella            | Campo Lanzone                | Technická komise |
| Casale        | Casale Monferrato | Stadio Natale Palli          | Technická komise |
| Juventus      | Turín             | Stadio di Corso Sebastopoli  | Technická komise |
| Novara        | Novara            | Campo di via Lombroso        | Technická komise |
| Pastore       | Turín             | Campo di corso Peschiera     | Technická komise |
| Pro Vercelli  | Vercelli          | Campo piazza Conte di Torino | Guido Ara        |
| Turín         | Turín             | Campo Stradale Stupinigi     | Vittorio Pozzo   |
| Torinese      | Turín             | Campo Stradale Stupinigi     | Vittorio Pozzo   |
| Valenzana     | Valenza           | Campo di Porta Alessandria   | Technická komise |

#### Benátsko
| Klub     | Město   | Stadion                  | Trenér           |
| -------- | ------- | ------------------------ | ---------------- |
| Benátky  | Benátky | Stadio Pier Luigi Penzo  | Technická komise |
| Padova   | Padova  | Velodromo Giovanni Monti | Ernesto Peyer    |
| Petrarca | Padova  | Stadio Tre Pini          | Technická komise |
| Udinese  | Udine   | Campo v.le Venezia       | Technická komise |
| Verona   | Verona  | Campo di Borgo Venezia   | Technická komise |
| Vicenza  | Vicenza | Campo di San Felice      | Giulio Fasolo    |

### Kvalifikační skupiny

#### Skupina Emilia
| Poř. | Tým              | Z  | V | R | P | VG | OG | B  |
| ---- | ---------------- | -- | - | - | - | -- | -- | -- |
| 1.   | Boloňa           | 10 | 8 | 2 | 0 | 39 | 5  | 18 |
| 2.   | Modena           | 10 | 6 | 3 | 1 | 30 | 6  | 15 |
| 3.   | Mantova          | 10 | 3 | 4 | 3 | 11 | 11 | 10 |
| 4.   | Carpi            | 10 | 3 | 1 | 6 | 9  | 22 | 7  |
| 5.   | Nazionale Emilia | 10 | 2 | 2 | 6 | 7  | 28 | 6  |
| 6.   | Bolognese        | 10 | 2 | 0 | 8 | 9  | 33 | 4  |

|  | Postup do semifinále |

Poznámky
- Z = Odehrané zápasy; V = Vítězství; R = Remízy; P = Prohry; VG = Vstřelené góly; OG = Obdržené góly; B = Body
- za výhru 2 body, za remízu 1 bod, za prohru 0 bodů.

##### Výsledková tabulka
|             | Boloňa | Carpi | Bolognese | Mantova | Modena | Naz. Emilia |
| ----------- | ------ | ----- | --------- | ------- | ------ | ----------- |
| Boloňa      | –      | 2:0   | 8:0       | 0:0     | 4:0    | 9:0         |
| Carpi       | 2:6    | –     | 0:2       | 3:0     | 1:9    | 2:0         |
| Bolognese   | 2:4    | 0:2   | –         | 3:0     | 1:9    | 2:0         |
| Mantova     | 1:3    | 2:1   | 2:0       | –       | 0:0    | 5:1         |
| Modena      | 0:0    | 6:0   | 4:0       | 2:0     | –      | 5:0         |
| Naz. Emilia | 0:3    | 1:2   | 2:0       | 1:0     | 1:1    | –           |

#### Skupina Ligurie
| Poř. | Tým             | Z  | V | R | P | VG | OG | B  |
| ---- | --------------- | -- | - | - | - | -- | -- | -- |
| 1.   | Janov           | 10 | 9 | 1 | 0 | 49 | 3  | 19 |
| 2.   | Andrea Doria    | 10 | 6 | 3 | 1 | 29 | 9  | 15 |
| 3.   | Grifone         | 10 | 3 | 2 | 5 | 11 | 35 | 8* |
| 4.   | Sampierdarenese | 10 | 2 | 3 | 5 | 12 | 28 | 7  |
| 5.   | Savona          | 10 | 2 | 2 | 6 | 8  | 21 | 6  |
| 6.   | Spes            | 10 | 2 | 1 | 7 | 5  | 18 | 5  |

|  | Postup do semifinále |

Poznámky
- Z = Odehrané zápasy; V = Vítězství; R = Remízy; P = Prohry; VG = Vstřelené góly; OG = Obdržené góly; B = Body
- za výhru 2 body, za remízu 1 bod, za prohru 0 bodů.

##### Výsledková tabulka
|                 | Juventus | Piemonte | Turín | Valenzana | Veloces | Vigor |
| --------------- | -------- | -------- | ----- | --------- | ------- | ----- |
| Andrea Doria    | –        | 1:1      | 6:0   | 4:1       | 3:1     | 4:0   |
| Janov           | 5:1      | –        | 6:0   | 8:0       | 5:0     | 3:0   |
| Grifone         | 0:7      | 0:8      | –     | 3:1       | 1:1     | 1:0   |
| Sampierdarenese | 1:1      | 0:4      | 4:4   | –         | 1:2     | 1:0   |
| Savona          | 0:0      | 0:4      | 0:2   | 2:3       | –       | 0:1   |
| Spes            | 0:2      | 1:5      | 2:0   | 0:0       | 1:2     | –     |

#### Skupina A Lombardie
| Poř. | Tým             | Z  | V | R | P | VG | OG | B  |
| ---- | --------------- | -- | - | - | - | -- | -- | -- |
| 1.   | Inter           | 10 | 8 | 2 | 0 | 42 | 12 | 18 |
| 2.   | Brescia         | 10 | 6 | 2 | 2 | 21 | 16 | 14 |
| 3.   | Juventus Italia | 10 | 4 | 1 | 5 | 16 | 15 | 9  |
| 4.   | Trevigliese     | 10 | 2 | 5 | 3 | 21 | 25 | 9  |
| 5.   | Libertas        | 10 | 2 | 1 | 7 | 14 | 26 | 5  |
| 6.   | Cremonese       | 10 | 2 | 1 | 7 | 11 | 31 | 5  |

|  | Postup do semifinále |

Poznámky
- Z = Odehrané zápasy; V = Vítězství; R = Remízy; P = Prohry; VG = Vstřelené góly; OG = Obdržené góly; B = Body
- za výhru 2 body, za remízu 1 bod, za prohru 0 bodů.

##### Výsledková tabulka
|                 | Brescia | Cremonese | Inter | Juventus Italia | Libertas | Trevigliese |
| --------------- | ------- | --------- | ----- | --------------- | -------- | ----------- |
| Brescia         | –       | 1:0       | 1:1   | 4:0             | 4:0      | 3:3         |
| Cremonese       | 2:4     | –         | 0:2   | 0:3             | 5:3      | 3:1         |
| Inter           | 6:0     | 5:2       | –     | 4:2             | 6:0      | 8:2         |
| Juventus Italia | 2:0     | 2:0       | 2:4   | –               | 0:1      | 0:1         |
| Libertas        | 0:1     | 4:1       | 0:3   | 0:4             | –        | 3:3         |
| Trevigliese     | 2:3     | 1:1       | 3:3   | 1:1             | 4:0      | –           |

#### Skupina B Lombardie
| Poř. | Tým               | Z  | V  | R | P | VG | OG | B  |
| ---- | ----------------- | -- | -- | - | - | -- | -- | -- |
| 1.   | Milán             | 10 | 10 | 0 | 0 | 43 | 8  | 20 |
| 2.   | Enotria           | 10 | 7  | 0 | 3 | 24 | 15 | 14 |
| 3.   | Atalanta          | 10 | 5  | 1 | 4 | 11 | 16 | 11 |
| 4.   | Chiasso           | 10 | 3  | 2 | 5 | 15 | 18 | 8  |
| 5.   | Pavia             | 10 | 2  | 1 | 7 | 11 | 19 | 5  |
| 6.   | Ausonia Pro Gorla | 10 | 0  | 2 | 8 | 8  | 36 | 2  |

|  | Postup do semifinále |

Poznámky
- Z = Odehrané zápasy; V = Vítězství; R = Remízy; P = Prohry; VG = Vstřelené góly; OG = Obdržené góly; B = Body
- za výhru 2 body, za remízu 1 bod, za prohru 0 bodů.

##### Výsledková tabulka
|          | Atalanta | Ausonia | Chiasso | Enotria | Milán | Pavia |
| -------- | -------- | ------- | ------- | ------- | ----- | ----- |
| Atalanta | –        | 2:0     | 1:0     | 0:2     | 0:4   | 1:0   |
| Ausonia  | 1:2      | –       | 0:4     | 4:7     | 0:10  | 0:2   |
| Chiesso  | 3:3      | 1:1     | –       | 2:0     | 1:2   | 1:3   |
| Enotria  | 1:0      | 4:0     | 4:0     | –       | 1:4   | 3:2   |
| Milán    | 5:1      | 3:1     | 3:1     | 3:1     | –     | 3:1   |
| Pavia    | 0:1      | 1:1     | 1:2     | 0:1     | 1:6   | –     |

#### Skupina C Lombardie
| Poř. | Tým                 | Z  | V | R | P | VG | OG | B  |
| ---- | ------------------- | -- | - | - | - | -- | -- | -- |
| 1.   | Milanese            | 10 | 8 | 2 | 0 | 35 | 8  | 18 |
| 2.   | Legnano             | 10 | 7 | 1 | 2 | 26 | 7  | 15 |
| 3.   | Saronno             | 10 | 6 | 0 | 4 | 25 | 18 | 12 |
| 4.   | Nazionale Lombardia | 10 | 3 | 1 | 6 | 19 | 33 | 7  |
| 5.   | Varese              | 10 | 1 | 2 | 7 | 15 | 30 | 4  |
| 6.   | Como                | 10 | 2 | 0 | 8 | 13 | 37 | 4  |

|  | Postup do semifinále |

Poznámky
- Z = Odehrané zápasy; V = Vítězství; R = Remízy; P = Prohry; VG = Vstřelené góly; OG = Obdržené góly; B = Body
- za výhru 2 body, za remízu 1 bod, za prohru 0 bodů.

##### Výsledková tabulka
|                | Como | Legnano | Naz. Lombardia | Saronno | Milanese | Varese |
| -------------- | ---- | ------- | -------------- | ------- | -------- | ------ |
| Como           | –    | 0:4     | 2:1            | 1:4     | 1:8      | 5:3    |
| Legnano        | 4:0  | –       | 4:1            | 2:0     | 0:1      | 3:0    |
| Naz. Lombardia | 4:2  | 1:4     | –              | 4:2     | 2:6      | 5:4    |
| Saronno        | 4:2  | 3:1     | 4:0            | –       | 0:3      | 5:1    |
| Milanese       | 3:0  | 1:1     | 4:0            | 3:1     | –        | 2:2    |
| Varese         | 2:0  | 0:3     | 1:1            | 1:2     | 1:4      | –      |

#### Skupina A Piemont
| Poř. | Tým           | Z  | V | R | P | VG | OG | B  |
| ---- | ------------- | -- | - | - | - | -- | -- | -- |
| 1.   | Pro Vercelli  | 10 | 7 | 2 | 1 | 29 | 7  | 16 |
| 2.   | Juventus      | 10 | 6 | 4 | 0 | 25 | 5  | 16 |
| 3.   | Turín         | 10 | 6 | 3 | 1 | 27 | 10 | 15 |
| 4.   | Biellese      | 10 | 2 | 1 | 7 | 12 | 34 | 5  |
| 5.   | Amatori Turín | 10 | 1 | 2 | 7 | 12 | 32 | 4  |
| 6.   | Alessandrina  | 10 | 1 | 2 | 7 | 7  | 24 | 4  |

|  | Postup do semifinále |

Poznámky
- Z = Odehrané zápasy; V = Vítězství; R = Remízy; P = Prohry; VG = Vstřelené góly; OG = Obdržené góly; B = Body
- za výhru 2 body, za remízu 1 bod, za prohru 0 bodů.

##### Výsledková tabulka
|               | Alessandrina | Amatori Turín | Biellese | Juventus | Pro Vercelli | Turín |
| ------------- | ------------ | ------------- | -------- | -------- | ------------ | ----- |
| Alessandrina  | –            | 1:1           | 0:0      | 0:4      | 0:4          | 0:1   |
| Amatori Turín | 2:3          | –             | 4:2      | 1:5      | 0:4          | 2:2   |
| Biellese      | 4:2          | 1:0           | –        | 0:3      | 1:6          | 2:9   |
| Juventus      | 3:0          | 3:1           | 4:0      | –        | 1:1          | 1:1   |
| Pro Vercelli  | 2:0          | 8:1           | 3:0      | 0:0      | –            | 1:0   |
| Turín         | 3:1          | 3:0           | 3:2      | 1:1      | 4:0          | –     |

#### Skupina B Piemont
| Poř. | Tým         | Z  | V | R | P | VG | OG | B  |
| ---- | ----------- | -- | - | - | - | -- | -- | -- |
| 1.   | Alessandria | 10 | 9 | 1 | 0 | 29 | 7  | 19 |
| 2.   | Casale      | 10 | 5 | 2 | 3 | 20 | 13 | 12 |
| 3.   | Novara      | 10 | 5 | 1 | 4 | 25 | 14 | 11 |
| 4.   | Torinese    | 10 | 3 | 2 | 5 | 14 | 26 | 8  |
| 5.   | Pastore     | 10 | 3 | 1 | 6 | 21 | 28 | 7  |
| 6.   | Valenzana   | 10 | 0 | 3 | 7 | 5  | 26 | 3  |

|  | Postup do semifinále |

Poznámky
- Z = Odehrané zápasy; V = Vítězství; R = Remízy; P = Prohry; VG = Vstřelené góly; OG = Obdržené góly; B = Body
- za výhru 2 body, za remízu 1 bod, za prohru 0 bodů.

##### Výsledková tabulka
|             | Alessandria | Casale | Novara | Pastore | Torinese | Valenzana |
| ----------- | ----------- | ------ | ------ | ------- | -------- | --------- |
| Alessandria | –           | 4:2    | 3:0    | 4:1     | 1:0      | 6:0       |
| Casale      | 1:1         | –      | 3:0    | 3:2     | 1:1      | 3:1       |
| Novara      | 0:1         | 1:0    | –      | 8:1     | 6:1      | 5:1       |
| Pastore     | 1:2         | 1:2    | 1:4    | –       | 3:1      | 2:0       |
| Torinese    | 2:5         | 2:1    | 2:0    | 3:8     | –        | 2:1       |
| Valenzana   | 0:2         | 0:4    | 1:1    | 1:1     | 0:0      | –         |

#### Skupina Benátsko
| Poř. | Tým      | Z  | V | R | P | VG | OG | B  |
| ---- | -------- | -- | - | - | - | -- | -- | -- |
| 1.   | Padova   | 10 | 8 | 1 | 1 | 25 | 6  | 17 |
| 2.   | Benátky  | 10 | 5 | 3 | 2 | 13 | 9  | 13 |
| 3.   | Petrarca | 10 | 5 | 1 | 4 | 24 | 20 | 11 |
| 4.   | Vicenza  | 10 | 3 | 1 | 6 | 14 | 19 | 7  |
| 5.   | Verona   | 10 | 2 | 2 | 6 | 15 | 26 | 6  |
| 6.   | Udinese  | 10 | 2 | 2 | 6 | 7  | 18 | 6  |

|  | Postup do semifinále |

Poznámky
- Z = Odehrané zápasy; V = Vítězství; R = Remízy; P = Prohry; VG = Vstřelené góly; OG = Obdržené góly; B = Body
- za výhru 2 body, za remízu 1 bod, za prohru 0 bodů.

##### Výsledková tabulka
|          | Padova | Petrarca | Udinese | Benátky | Verona | Vicenza |
| -------- | ------ | -------- | ------- | ------- | ------ | ------- |
| Padova   | –      | 2:0      | 3:1     | 0:1     | 7:0    | 4:0     |
| Petrarca | 1:2    | –        | 2:0     | 4:2     | 4:3    | 3:5     |
| Udinese  | 1:1    | 1:2      | –       | 0:0     | 3:1    | 0:2     |
| Benátky  | 1:3    | 1:0      | 2:0     | –       | 3:0    | 1:1     |
| Verona   | 1:2    | 3:3      | 5:0     | 0:0     | –      | 2:1     |
| Vicenza  | 0:1    | 1:5      | 0:1     | 1:2     | 3:0    | –       |

### Semifinálové skupiny

#### Skupina A
| Poř. | Tým          | Z  | V | R | P | VG | OG | B  |
| ---- | ------------ | -- | - | - | - | -- | -- | -- |
| 1.   | Janov        | 10 | 9 | 1 | 0 | 24 | 4  | 19 |
| 2.   | Pro Vercelli | 10 | 6 | 2 | 2 | 20 | 11 | 14 |
| 3.   | Alessandria  | 10 | 5 | 1 | 4 | 12 | 11 | 11 |
| 4.   | Milán        | 10 | 4 | 1 | 5 | 13 | 16 | 9  |
| 5.   | Legnano      | 10 | 1 | 3 | 6 | 7  | 18 | 5  |
| 6.   | Benátky      | 10 | 0 | 2 | 8 | 5  | 21 | 2  |

|  | Postup do finále |

Poznámky
- Z = Odehrané zápasy; V = Vítězství; R = Remízy; P = Prohry; VG = Vstřelené góly; OG = Obdržené góly; B = Body
- za výhru 2 body, za remízu 1 bod, za prohru 0 bodů.

##### Výsledková tabulka
|              | Alessandria | Janov | Legnano | Milán | Pro Vercelli | Benátky |
| ------------ | ----------- | ----- | ------- | ----- | ------------ | ------- |
| Alessandria  | –           | 0:2   | 2:0     | 2:0   | 1:1          | 3:1     |
| Janov        | 2:1         | –     | 5:0     | 2:1   | 2:1          | 5:0     |
| Legnano      | 1:2         | 0:1   | –       | 1:1   | 2:1          | 1:1     |
| Milán        | 3:0         | 0:2   | 3:1     | –     | 1:2          | 2:1     |
| Pro Vercelli | 1:0         | 1:1   | 2:1     | 2:1   | –            | 4:1     |
| Benátky      | 0:1         | 0:2   | 0:0     | 0:1   | 1:2          | –       |

#### Skupina B
| Poř. | Tým      | Z  | V | R | P | VG | OG | B  |
| ---- | -------- | -- | - | - | - | -- | -- | -- |
| 1.   | Juventus | 10 | 8 | 1 | 1 | 21 | 4  | 17 |
| 2.   | Milanese | 10 | 7 | 1 | 2 | 14 | 10 | 15 |
| 3.   | Modena   | 10 | 4 | 1 | 5 | 17 | 13 | 9  |
| 4.   | Casale   | 10 | 2 | 4 | 4 | 7  | 8  | 8  |
| 5.   | Brescia  | 10 | 2 | 2 | 6 | 4  | 14 | 6  |
| 6.   | Padova   | 10 | 2 | 1 | 7 | 10 | 24 | 5  |

|  | Postup do finále |

Poznámky
- Z = Odehrané zápasy; V = Vítězství; R = Remízy; P = Prohry; VG = Vstřelené góly; OG = Obdržené góly; B = Body
- za výhru 2 body, za remízu 1 bod, za prohru 0 bodů.

##### Výsledková tabulka
|          | Brescia | Casale | Juventus | Modena | Padova | Milanese |
| -------- | ------- | ------ | -------- | ------ | ------ | -------- |
| Brescia  | –       | 0:0    | 0:0      | 2:1    | 1:2    | 0:1      |
| Casale   | 3:0     | –      | 0:1      | 0:2    | 1:0    | 1:1      |
| Juventus | 2:0     | 1:0    | –        | 3:0    | 6:1    | 3:0      |
| Modena   | 4:0     | 1:1    | 0:1      | –      | 4:1    | 0:1      |
| Padova   | 1:0     | 0:0    | 1:3      | 2:4    | –      | 1:3      |
| Milanese | 0:1     | 2:1    | 2:1      | 2:1    | 2:1    | –        |

#### Skupina C
| Poř. | Tým          | Z  | V | R | P | VG | OG | B  |
| ---- | ------------ | -- | - | - | - | -- | -- | -- |
| 1.   | Inter        | 10 | 7 | 2 | 1 | 37 | 13 | 16 |
| 2.   | Novara       | 10 | 6 | 1 | 3 | 22 | 15 | 13 |
| 3.   | Boloňa       | 10 | 6 | 1 | 3 | 20 | 14 | 13 |
| 4.   | Turín        | 10 | 4 | 1 | 5 | 17 | 21 | 9  |
| 5.   | Andrea Doria | 10 | 2 | 1 | 7 | 14 | 21 | 5  |
| 6.   | Enotria      | 10 | 2 | 0 | 8 | 11 | 37 | 4  |

|  | Postup do finále |

Poznámky
- Z = Odehrané zápasy; V = Vítězství; R = Remízy; P = Prohry; VG = Vstřelené góly; OG = Obdržené góly; B = Body
- za výhru 2 body, za remízu 1 bod, za prohru 0 bodů.

##### Výsledková tabulka
|              | Andrea Doria | Boloňa | Enotria | Inter | Novara | Turín |
| ------------ | ------------ | ------ | ------- | ----- | ------ | ----- |
| Andrea Doria | –            | 1:4    | 3:1     | 3:3   | 1:2    | 0:1   |
| Boloňa       | 2:0          | –      | 7:1     | 0:1   | 2:0    | 2:1   |
| Enotria      | 3:1          | 1:2    | –       | 1:5   | 0:5    | 2:0   |
| Inter        | 1:0          | 5:0    | 7:0     | –     | 5:2    | 4:0   |
| Novara       | 3:2          | 1:1    | 5:1     | 1:0   | –      | 2:0   |
| Turín        | 1:3          | 3:0    | 2:1     | –     | 6:6    | 3:1   |

### Finálová skupina
| Poř. | Tým      | Z | V | R | P | VG | OG | B |
| ---- | -------- | - | - | - | - | -- | -- | - |
| 1.   | Inter    | 2 | 1 | 1 | 0 | 2  | 1  | 3 |
| 2.   | Juventus | 2 | 1 | 0 | 1 | 3  | 3  | 2 |
| 3.   | Janov    | 2 | 0 | 1 | 1 | 3  | 4  | 1 |

|  | Mistrovský zápas |

Poznámky
- Z = Odehrané zápasy; V = Vítězství; R = Remízy; P = Prohry; VG = Vstřelené góly; OG = Obdržené góly; B = Body
- za výhru 2 body, za remízu 1 bod, za prohru 0 bodů.

##### Výsledky
| 1. zápas 16. květen 1920 | Juventus | 3 – 2 | Janov | Milán |  |  |
|                          |          |       |       |       |  |  |
|                          |          |       |       |       |  |  |

| 2. zápas 23. květen 1920 | Inter | 1 – 0 | Juventus | Janov |  |  |
|                          |       |       |          |       |  |  |
|                          |       |       |          |       |  |  |

| 3. zápas 6. červen 1920 | Janov | 1 – 1 | Inter | Modena |  |  |
|                         |       |       |       |        |  |  |
|                         |       |       |       |        |  |  |

## Středo jižní část

### Účastníci

#### Kampánie
| Klub         | Město    | Stadion                | Trenér           |
| ------------ | -------- | ---------------------- | ---------------- |
| Inter Neapol | Neapol   | Terme di Agnano        | Technická komise |
| Naples       | Neapol   | Campo del Poligono     | Technická komise |
| Pro Caserta  | Caserta  | Campo della Malalocata | Technická komise |
| Pro Neapol   | Neapol   | Terme di Agnano        | Technická komise |
| Puteolana    | Pozzuoli | Campo Armstrong        | Luigi Lucignano  |

#### Lazio
| Klub           | Město | Stadion                    | Trenér           |
| -------------- | ----- | -------------------------- | ---------------- |
| Audace         | Řím   | Stadio Nazionale           | Technická komise |
| Roman          | Řím   | Campo due Pini             | Technická komise |
| Fortitudo      | Řím   | Campo "Madonna del Riposo" | Technická komise |
| Juventus Audax | Řím   | Campo della Farnesina      | Technická komise |
| Lazio          | Řím   | Stadio della Rondinella    | Guido Baccani    |
| Pro Řím        | Řím   | Campo della piramide       | Technická komise |
| US Romana      | Řím   | Campo dell'Olmo            | Technická komise |

#### Toskánsko
| Klub                | Město     | Stadion                         | Trenér           |
| ------------------- | --------- | ------------------------------- | ---------------- |
| Florencie           | Florencie | Prato del Quercione             | Technická komise |
| Gerbi Pisa          | Pisa      | Campo Sportivo                  | Technická komise |
| Fiorentina Libertas | Florencie | Parco delle Cascine             | Technická komise |
| Livorno             | Livorno   | CCampo di Villa Chayes          | Attilio Fresia   |
| Pisa                | Pisa      | Campo dell'Abetone              | Technická komise |
| Prato               | Prato     | Campo piazzale Pubblici Macelli | Technická komise |

### Kvalifikační skupiny

#### Skupina Kampánie
| Poř. | Tým          | Z | V | R | P | VG | OG | B  |
| ---- | ------------ | - | - | - | - | -- | -- | -- |
| 1.   | Inter Neapol | 8 | 5 | 2 | 1 | 24 | 9  | 12 |
| 2.   | Puteolana    | 8 | 4 | 3 | 1 | 16 | 10 | 11 |
| 3.   | Pro Neapol   | 8 | 4 | 1 | 3 | 25 | 15 | 9  |
| 4.   | Naples       | 8 | 2 | 2 | 4 | 17 | 14 | 6  |
| 5.   | Pro Caserta  | 8 | 1 | 0 | 7 | 6  | 40 | 2  |

|  | Postup do semifinále |

Poznámky
- Z = Odehrané zápasy; V = Vítězství; R = Remízy; P = Prohry; VG = Vstřelené góly; OG = Obdržené góly; B = Body
- za výhru 2 body, za remízu 1 bod, za prohru 0 bodů.

##### Výsledková tabulka
|              | Inter Neapol | Naples | Pro Caserta | Pro Neapol | Puteolana |
| ------------ | ------------ | ------ | ----------- | ---------- | --------- |
| Inter Neapol | –            | 3:1    | 8:2         | 1:1        | 3:1       |
| Naples       | 1:3          | –      | 7:0         | 2:3        | 1:1       |
| Pro Caserta  | 1:0          | 1:3    | –           | 0:2        | 1:4       |
| Pro Neapol   | 1:6          | 3:1    | 13:0        | –          | 1:3       |
| Puteolana    | 1:1          | 1:1    | 3:1         | 2:1        | –         |

#### Skupina Lazia
| Poř. | Tým            | Z  | V  | R | P  | VG | OG | B  |
| ---- | -------------- | -- | -- | - | -- | -- | -- | -- |
| 1.   | Fortitudo      | 12 | 10 | 1 | 1  | 41 | 11 | 21 |
| 2.   | Audace         | 12 | 6  | 4 | 2  | 19 | 12 | 16 |
| 3.   | Lazio          | 12 | 6  | 2 | 4  | 22 | 11 | 14 |
| 4.   | Juventus Audax | 12 | 5  | 2 | 5  | 17 | 17 | 12 |
| 5.   | US Romana      | 12 | 4  | 2 | 6  | 17 | 28 | 10 |
| 6.   | Pro Řím        | 12 | 3  | 2 | 7  | 16 | 27 | 8  |
| 7.   | Roman          | 12 | 1  | 1 | 10 | 10 | 36 | 3  |

|  | Postup do semifinále |

Poznámky
- Z = Odehrané zápasy; V = Vítězství; R = Remízy; P = Prohry; VG = Vstřelené góly; OG = Obdržené góly; B = Body
- za výhru 2 body, za remízu 1 bod, za prohru 0 bodů.

##### Výsledková tabulka
|                | Audace | Fortitudo | Juventus Audax | Lazio | Pro Řím | Roman | Romana |
| -------------- | ------ | --------- | -------------- | ----- | ------- | ----- | ------ |
| Audace         | –      | 3:2       | 1:0            | 0:0   | 2:0     | 4:1   | 0:0    |
| Fortitudo      | 2:1    | –         | 1:1            | 1:0   | 4:1     | 7:0   | 4:2    |
| Juventus Audax | 1:1    | 1:3       | –              | 2:1   | 1:0     | 0:2   | 2:1    |
| Lazio          | 1:2    | 1:2       | 2:0            | –     | 4:1     | 3:1   | 3:0    |
| Pro Řím        | 1:1    | 0:3       | 1:5            | 2:2   | –       | 3:1   | 4:1    |
| Roman          | 0:2    | 1:6       | 2:3            | 0:2   | 0:2     | –     | 0:2    |
| Romana         | 4:2    | 0:6       | 2:1            | 0:3   | 3:1     | 2:2   | –      |

#### Skupina Toskánska
| Poř. | Tým                 | Z  | V | R | P | VG | OG | B  |
| ---- | ------------------- | -- | - | - | - | -- | -- | -- |
| 1.   | Pisa                | 10 | 8 | 2 | 0 | 48 | 6  | 18 |
| 2.   | Livorno             | 10 | 7 | 1 | 2 | 32 | 10 | 15 |
| 3.   | Fiorentina Libertas | 10 | 3 | 3 | 4 | 14 | 16 | 9  |
| 4.   | Gerbi Pisa          | 10 | 4 | 1 | 5 | 23 | 32 | 9  |
| 5.   | Florencie           | 10 | 2 | 3 | 5 | 11 | 26 | 7  |
| 6.   | Prato               | 10 | 1 | 0 | 9 | 10 | 48 | 2  |

|  | Postup do semifinále |

Poznámky
- Z = Odehrané zápasy; V = Vítězství; R = Remízy; P = Prohry; VG = Vstřelené góly; OG = Obdržené góly; B = Body
- za výhru 2 body, za remízu 1 bod, za prohru 0 bodů.

##### Výsledková tabulka
|                     | Florencie | Gerbi Pisa | Fiorentina Libertas | Livorno | Pisa | Prato |
| ------------------- | --------- | ---------- | ------------------- | ------- | ---- | ----- |
| Florencie           | –         | 1:1        | 0:0                 | 0:2     | 1:1  | 4:0   |
| Gerbi Pisa          | 7:0       | –          | 2:1                 | 1:2     | 1:4  | 6:0   |
| Fiorentina Libertas | 3:1       | 0:1        | –                   | 0:0     | 1:1  | 6:1   |
| Livorno             | 2:0       | 9:1        | 4:1                 | –       | 1:2  | 6:0   |
| Pisa                | 9:0       | 8:2        | 5:0                 | 5:0     | –    | 8:0   |
| Prato               | 1:4       | 7:1        | 1:2                 | 0:6     | 0:5  | –     |

### Semifinále

#### Skupina A
| Poř. | Tým       | Z | V | R | P | VG | OG | B |
| ---- | --------- | - | - | - | - | -- | -- | - |
| 1.   | Fortitudo | 4 | 4 | 0 | 0 | 13 | 2  | 8 |
| 2.   | Pisa      | 4 | 1 | 0 | 3 | 6  | 8  | 2 |
| 3.   | Puteolana | 4 | 1 | 0 | 3 | 3  | 12 | 2 |

|  | Postup do finále |

Poznámky
- Z = Odehrané zápasy; V = Vítězství; R = Remízy; P = Prohry; VG = Vstřelené góly; OG = Obdržené góly; B = Body
- za výhru 2 body, za remízu 1 bod, za prohru 0 bodů.

##### Výsledková tabulka
|           | Fortitudo | Pisa | Puteolana |
| --------- | --------- | ---- | --------- |
| Fortitudo | –         | 2:0  | 5:0       |
| Pisa      | 1:4       | –    | 5:0       |
| Puteolana | 1:2       | 2:0  | –         |

#### Skupina B
| Poř. | Tým          | Z | V | R | P | VG | OG | B |
| ---- | ------------ | - | - | - | - | -- | -- | - |
| 1.   | Livorno      | 4 | 4 | 0 | 0 | 12 | 3  | 8 |
| 2.   | Audace       | 4 | 2 | 0 | 2 | 7  | 5  | 4 |
| 3.   | Inter Neapol | 4 | 0 | 0 | 4 | 0  | 11 | 0 |

|  | Postup do finále |

Poznámky
- Z = Odehrané zápasy; V = Vítězství; R = Remízy; P = Prohry; VG = Vstřelené góly; OG = Obdržené góly; B = Body
- za výhru 2 body, za remízu 1 bod, za prohru 0 bodů.

##### Výsledková tabulka
|              | Audace | Inter Neapol | Livorno |
| ------------ | ------ | ------------ | ------- |
| Audace       | –      | 2:0          | 3:4     |
| Inter Neapol | 0:2    | –            | 0:3     |
| Livorno      | 1:0    | 4:0          | –       |

### Finále
| 13. červen 1920 | Livorno | 3 – 2 | Fortitudo | Boloňa |  |  |
|                 |         |       |           |        |  |  |
|                 |         |       |           |        |  |  |

## Mistrovský zápas
| 20. červen 1920 | Inter                    | 3 – 2 | Livorno                          | Boloňa               |  |  |
|                 | Agradi 12', 34' Aebi 44' |       | 83' Magnozzi 83 (pen.)' Campelli | Rozhodčí: Bertazzoni |  |  |
|                 |                          |       |                                  |                      |  |  |

## Vítěz
| Prima Categoria Vítěz pro rok 1919/20 |
| ------------------------------------- |
| FC Inter Milán                        |
|                                       |